# Бюро-Боннар, Кароль
Кароль Бюро-Боннар (фр. Carole Bureau-Bonnard) — французский политик, бывший депутат Национального собрания Франции.

## Биография
Родилась 9 августа 1965 года в поселке Ла-Фер (департамент Эна). Обучалась в лицее Жерар-де-Нерваль. В 1987 году получила диплом в Амьене, работала массажистом-физиотерапевтом.
В 2008 году Кароль Бюро-Боннар была избрана по списку социалистов в муниципальный совет города Нуайон, в 2010 году стала первым вице-мэром этого города. Была также избрана вице-президентом ассоциации коммун Нуайона. На муниципальных выборах 2014 года она вновь была вторым номером в избирательном списке и после победы сохранила пост первого вице-мэра Нуайона.
На выборах в Национальное собрание 2017 г. Кароль Бюро-Боннар стала кандидатом партии «Вперёд, Республика!» по 6-му избирательному округу департамента Уаза и одержала победу, получив 58,4 % голосов во 2-м туре. В Национальном собрании стала членом комиссии по обороне и вооруженным силам. 
28 июня 2017 года Кароль Бюро-Боннар была избрана первым вице-президентом Национального собрания. После перехода в правительство Франсуа де Рюжи с 4 по 12 сентября исполняла обязанности президента Национального собрания. В июле 2019 года во время перевыборов вице-президента Национального собрания проиграла в первом туре и 30 сентября оставила этот пост.
На выборах в Национальное собрание в 2022 году вновь баллотировалась в 6-м округе департамента Уаза от президентского большинства, но потерпела поражение от кандидата Национального объединения Мишель Гиньо во втором туре.

## Занимаемые должности
16.03.2008 — 06.2020 — член муниципального совета города Нуайон 

2010 — 2017 — первый вице-мэр города Нуайон 

21.06.2017 — 21.06.2022 — депутат Национального собрания Франции от 6-го избирательного округа департамента Уаза 

28.06.2017 — 30.09.2019 — вице-президент Национального собрания Франции 